# Aristippos

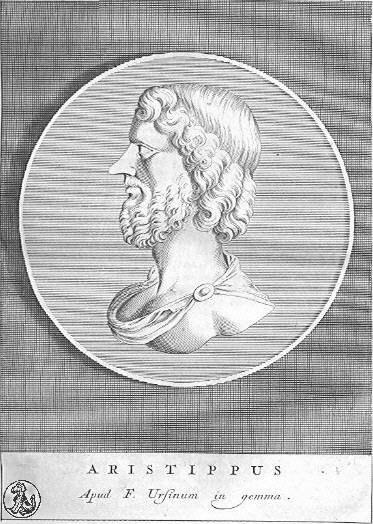
Aristippos

Aristippos, (c.435 - 360 f.Kr.) var en grekisk filosof. Han var klasskamrat till Sokrates i Aten. Aristippus grundade hedonistskolan. Hedonism kommer från grekiskans hedone = njutning. Det hela går ut på att dela upp allting i gott eller dåligt. Vad som är gott för dig och vad som är gott för mig och vice versa. Därefter kan man bestämma sig för hur mycket gott man vill göra eller hur mycket lust något skall innehålla. Frågan är om det är själva strukturerandet eller utövandet som är det viktiga.

| ” | Genom ett gott omdöme når man det högsta goda. | „ |

Ur Nordisk Familjebok:
Aristippos (grek. Aristippos, lat. Aristippus), stiftaren av den sokratiska skola, som blivit kallad den kyrenaiska. Bördig från den grekiska kolonistaden Kyrene i Afrika, efter vilken skolan fått sitt namn, lockades han av ryktet om Sokrates till Aten och blev där dennes lärjunge. Emellertid synes umgänget med Sokrates inte ha utövat något djupare inflytande varken på hans tidigare åsikter, vilka i mycket liknade sofisternas, eller på det levnadssätt, som han medförde från sin yppiga fädernestad. Efter någon tid uppträdde han själv såsom lärare. I likhet med sofisterna bytte han ofta om vistelseort och lät betala sig för sin undervisning. Vid äldre år synes han ha återvänt till Kyrene; åtminstone träffar man där hans familj och hans skola. Sannolikt levde han ännu 366 f.Kr. I sina åsikter invigde han sin dotter Arete, och hon meddelade dem i sin ordning åt sin son, Aristippos den yngre, vilken sannolikt var den förste, som utbildade åsikten till filosofiskt system.
Vår kunskap, sade Aristipperna, är inskränkt till förnimmelser av vårt eget tillstånd: om de yttre tingen vet vi ingenting, och lika litet har vi någon kunskap om andra människors känslor. Varje känsla, sade de vidare, består i en inre rörelse. Är denna rörelse mild, så uppstår en känsla av lust; är den våldsam, uppkommer en känsla av olust eller smärta. Lusten eller njutningen är det enda goda, och smärtan är det enda onda; ty av naturen eftersträvar alla det angenäma och undfly det oangenäma. Men den njutning, som utgör livets mål, är inte en över hela livet utbredd känsla av lycksalighet, utan den enskilda, ögonblickliga lustkänslan, ty blott det närvarande står i vår makt. 
Kroppens njutningar är att föredra, emedan de äger den största styrkan och livligheten. Men för att människan skall kunna verkligen njuta av livet, behöver hon insikt. Det är insikten, som befriar oss från de fördomar, vilka står i vägen för livets lycka; det är den, som även i själva njutningens ögonblick låter oss behålla lugn och besinning, så att vi aldrig blir slavar av våra begär. Filosofin visar oss därför vägen till sant mänskligt liv; den är ett väsentligt villkor för verklig lycka.